# 1725 w literaturze
Wydarzenia literackie w 1725 roku.

## Nowe książki
- Alexander Pope Odyseja – tłumaczenie na j. ang.
- Pierre Rameau Maître à danser